# Чинчилья-де-Монтеарагон
Чинчилья-де-Монтеарагон (исп. Chinchilla de Montearagón) — муниципалитет в Испании, входит в провинцию Альбасете, в составе автономного сообщества Кастилия — Ла-Манча. Муниципалитет находится в составе района (комарки) Монте-Иберико-Корредор-де-Альманса. Занимает площадь 680,03 км². Население — 4 182 человека (на 2018 год). Расстояние — 15 км до административного центра провинции.
В период с 1822 по 1823 год он был столицей провинции Чинчилья, на территории которой в 1833 году была создана провинция Альбасете.
Символом города является средневековый замок. Это изначально арабское фортификационное сооружение. В XV веке замок был реконструирован и использовался как испанская крепость. Город объявлен историко-художественным объектом. Его огромное монументальное богатство включает, помимо замка, такие памятники, как средневековая стена, церковь Санта-Мария-дель-Сальвадор, монастырь Санто-Доминго, музей национальной керамики, мэрия и арабские пещеры и бани.

## Топоним
Происхождение названия до сих пор вызывает споры и явятся предметом исследования. Наиболее правдоподобную гипотезу сформулировал Поклингтон в 1987 году. Он считает, что нынешнее испанское название представляет собой эволюцию, через мосарабский и андалузский арабский языки, названия, под которым этот народ был известен во времена Древнего Рима (Saltici, по-латыни). Суффикс, -illa (-илья) имеет уменьшительное значение.

## Символы города
- Гимн города был написан выдающимся Моисесом Давиа в 1949 году.
- Из описания герба города: «На зелёном поле находится фрагмент серебряной стены с двумя башнями, над которой расположен замок такого же цвета. Над боковыми башнями замка находятся чернёные орлы обращённые друг к другу и защищающие своими лапами замок. Два оленя, преодолевая стены крепости, стоят лицом друг к другу. Венчает герб закрытая испанская королевская корона».
- Флаг города был одобрен городским советом в 2014 году, однако он всё ещё не установлен в здании мэрии. Флаг представляет собой зелёное поле с гербом города по центру. По одной из версий, зелёный цвет связан с мусульманским прошлым старой Чинчильи. Это также цвет надежды и процветания.

## История
Предполагается, что в неолитический период Чинчилья была населена довольно быстро, поскольку находится на высоком холме в болотистой равнинной зоне слияния рек текущих с юга. Традиция, однако, приписывает основание города Геркулесу, который примерно в VII веке до н. э. заложил первый камень в этом месте. Древнее происхождение поселения совершенно неоспоримо, о чём свидетельствуют различные археологические раскопки в этом районе, например, найденные на Виа Августа (Римская эпоха), которые показывают, что это был важный стратегический перекресток. Об этом также говорится в «Маршруте Антонино А-31».
В мусульманскую эпоху, в VIII веке, уже существовали исторические ссылки на Чинчилью, но именно около 928 года, при Кордовском халифате, она приобрела дурную славу. Получила название Генгале (Ghenghalet) и была одной из самых важных в королевстве Мурсия. Также называлась Йиняла (Yinyalá) или Синтиняла (Sintinyala).
Войска Альфонсо X совместно с орденом Калатравы и войсками Хайме I Арагонского во главе с Пелайо Пересом Корреа, командующим орденом Сантьяго, завоевали его у арабов в 1242 году. В 1243 году был заключен Алькарасский договор между королем Кастилии Альфонсо X и потомками Ибн Худа, последнего короля Мурсии.
Практически все эти земли перешли в собственность инфанта Мануэля де Кастильи, сеньора де Вильены. Известно, что между 1250 и 1283 годами Чинчилья должна была принадлежать обширной синьории Вильены. В 1283 году умирает инфант Мануэль, передавая имущество своему сыну, будущему принцу и герцогу Вильенскому, дону Хуану Мануэлю. В последующие десятилетия дон Хуан Мануэль занимался восстановление замка Чинчилья.
В XIV веке Чинчилья вошла в состав Маркизата Вильены. Хуан II (отец Энрике IV и Изабеллы I) включил её в состав Королевства Кастилия и Леон. Во этот период инфант Энрике де Арагон, кавалер ордена Сантьяго, в течение года пытался захватить Вильену. Однако Чинчилья оказала жесткое сопротивление, и за эту верность кастильской монархии в 1422 году замок получил статус города и стал столицей Ла Манчи де Арагон. В качестве приданого Хуан II отдал его своей сестре Донне Каталине, жене инфанта Дона Энрике.
В результате конфликтов между Короной и инфантами Арагона, союзниками короля Наварры, появилась новая власть: Диего Лопес Пачеко и Портокарреро, который стал фаворитом Энрике IV и маркиза Вильены. Он воссоздал территориальное единство маркизата под своей властью. В XV веке его жители были разделены идеологически: одни выступали за королеву Изабеллу, другие за Хуану Бельтранеху и Диего Лопеса Пачеко, маркиза Вильенского. Его власть продолжалась до войны между сторонниками обеих сторон. Сторонники королевы одержали победу и 1 марта 1480 года Чинчилья присоединилась к Кастильской короне.
В результате этих событий, 6 августа 1488 года Католические короли поклялись Привилегиями города на Хрустальном кресте, который хранится в музее протоиерейской церкви Санта-Мария-дель-Сальвадор. Монархи присвоили Чинчилье звание Благородного и Преданного, что отражено сегодня на гербе города.
После этих событий, во время правления Католических королей, в Чинчилье начинается упадок, связанный с политическим и экономическим ростом соседнего поселения Альбасете, которое пользовалось преимуществом равнины. Расположенный в укрепленном и стратегически важном анклаве, он был местом многочисленных военных действий 1707 года, во время международного конфликта войны за испанское наследство. В конечном итоге войска эрцгерцога Карлоса захватили Чинчилью.
Во время Освободительной войны французские войска захватили замок, взорвали главную башню и сожгли часть его муниципального архива, то есть часть истории города.
В конце 1833 года столица переносится в Альбасете. Однако, несмотря на то, что Альбасете является столицей, во время Карлистских войн некоторые учреждения, такие как мэрия, были размещены в укрытии стен Чинчильи-де-Монтеарагон.

## Население
| Год  | Численность | Численность   |
| ---- | ----------- | ------------- |
| 2001 | 3210        | [ 3 ]         |
| 2002 | 3203        | [ 4 ]         |
| 2003 | 3193        | [ 5 ]         |
| 2004 | 3285        | [ 6 ]         |
| 2005 | 3375        | [ 7 ]         |
| 2006 | 3507        | [ 8 ]         |
| 2007 | 3594        | [ 9 ]         |
| 2008 | 3660        | [ 10 ]        |
| 2009 | 3803        | [ 11 ]        |
| 2010 | 3924        | [ 12 ]        |
| 2011 | 4015        | [ 13 ]        |
| 2012 | 4116        | [ 14 ]        |
| 2013 | 4067        | [ 15 ]        |
| 2014 | 4099        | [ 16 ]        |
| 2015 | 4169        | [ 17 ]        |
| 2016 | 4172        | [ 18 ]        |
| 2017 | 4213        | [ 19 ]        |
| 2018 | 4182        | [ 20 ] [ 21 ] |
| 2019 | 4206        | [ 22 ]        |
| 2020 | 4205        | [ 23 ]        |
| 2021 | 4344        | [ 24 ]        |
| 2022 | 4497        | [ 25 ]        |
| 2023 | 4565        | [ 26 ]        |
| 2024 | 4626        | [ 1 ]         |

## Путь Святого Иакова
В конце XX века большое значение приобрело распространение различных маршрутов Пути Святого Иакова, пересекающих провинцию Альбасете и ведущих в Сантьяго-де-Компостелла. Один из маршрутов именутся Сантьяго-де-Леванте. Он соединяет города Валенсия и Самора, где встречается с Рута-Хакобеа-де-ла-Плата, и пересекает провинцию Альбасете от Альмансы до Минаи, а также проходит через муниципалитеты Игеруэла, Ойя-Гонсало, Чинчилья-де-Монтеарагон, Альбасете, Ла-Хинета и Ла-Рода.

## Достопримечательности
Центром города является Plaza Mayor (Центральная площадь), где находится ратуша, построенная в период между XVI и XVIII веками, и увенчанная бюстом Карлоса III. К площади примыкает церковь Санта-Мария-дель-Сальвадор, построенная в период с XV по XVI века. Над площадью возвышается Часовая башня.
- Центральная площадь (Plaza Mayor)
- Средневековый замок
- Церковь Санта-Мария-дель-Сальвадор. Внутри её находится изображение Вирджинии де лас-Ньевес, покровительницы города, датируемое XIV веком. Хотя в настоящее время церковь имеет интерьер в стиле барокко с наложенной штукатуркой, её возведение датируется началом XIV века, хотя последовательные реформы превратили его в слияние стилей — от готики и стиля мудехар до неоклассицизма XVIII века.
- Арабские городские стены
- Церковь Санта-Ана
- Монастырь Санто-Доминго

## Фотографии

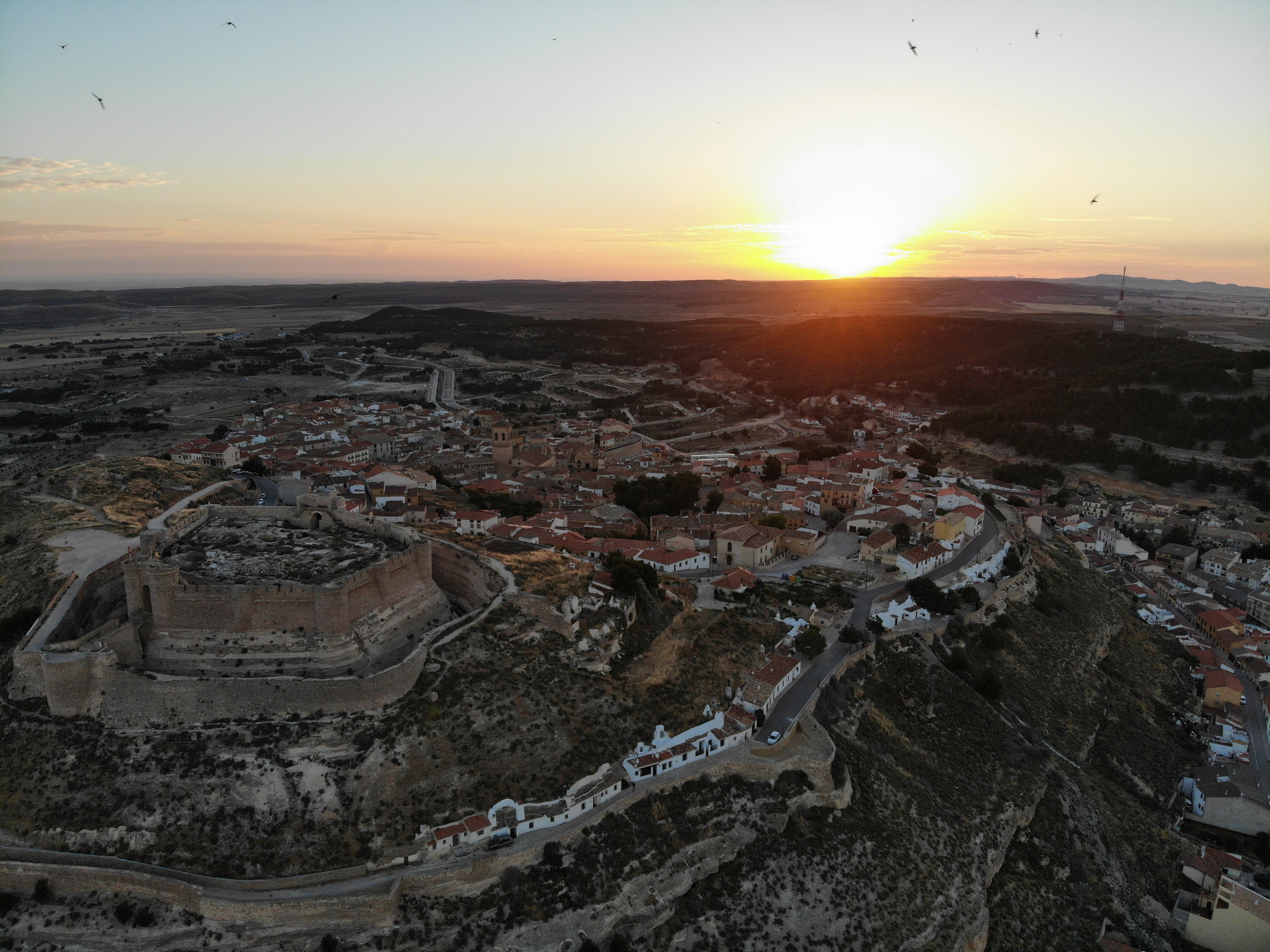
Восход над замком
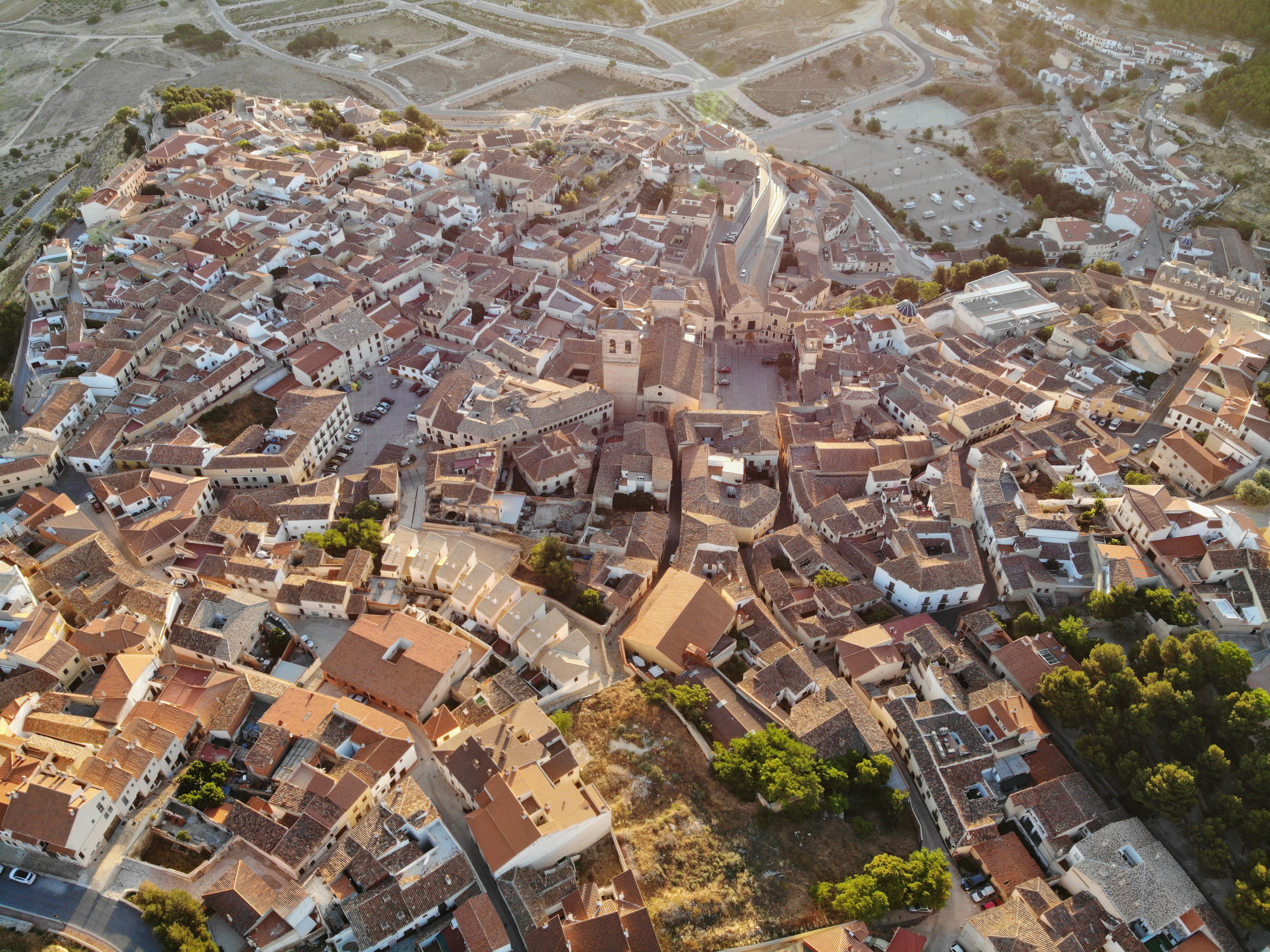
Вид на город с высоты птичьего полёта
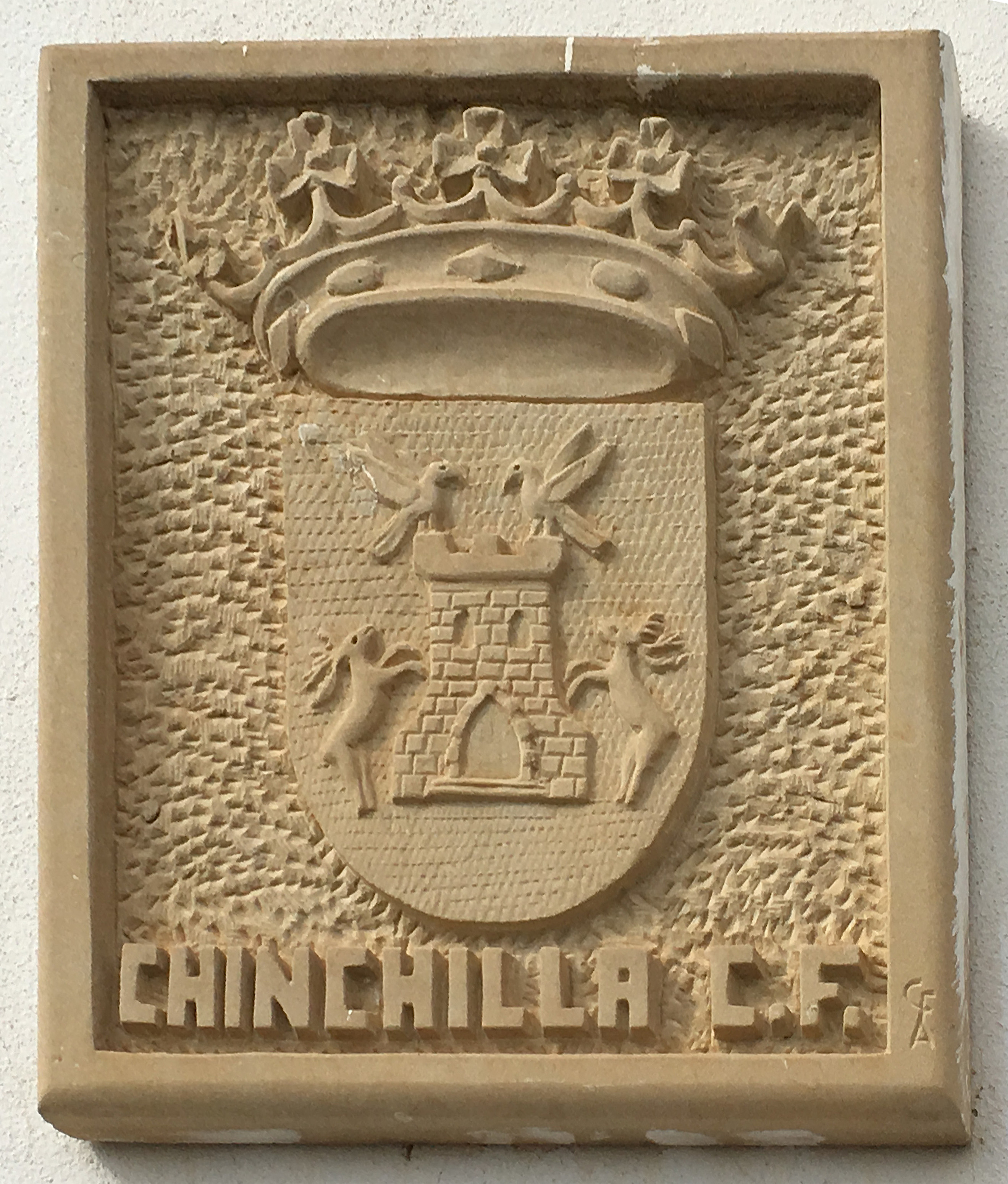
Герб города на фасаде дома
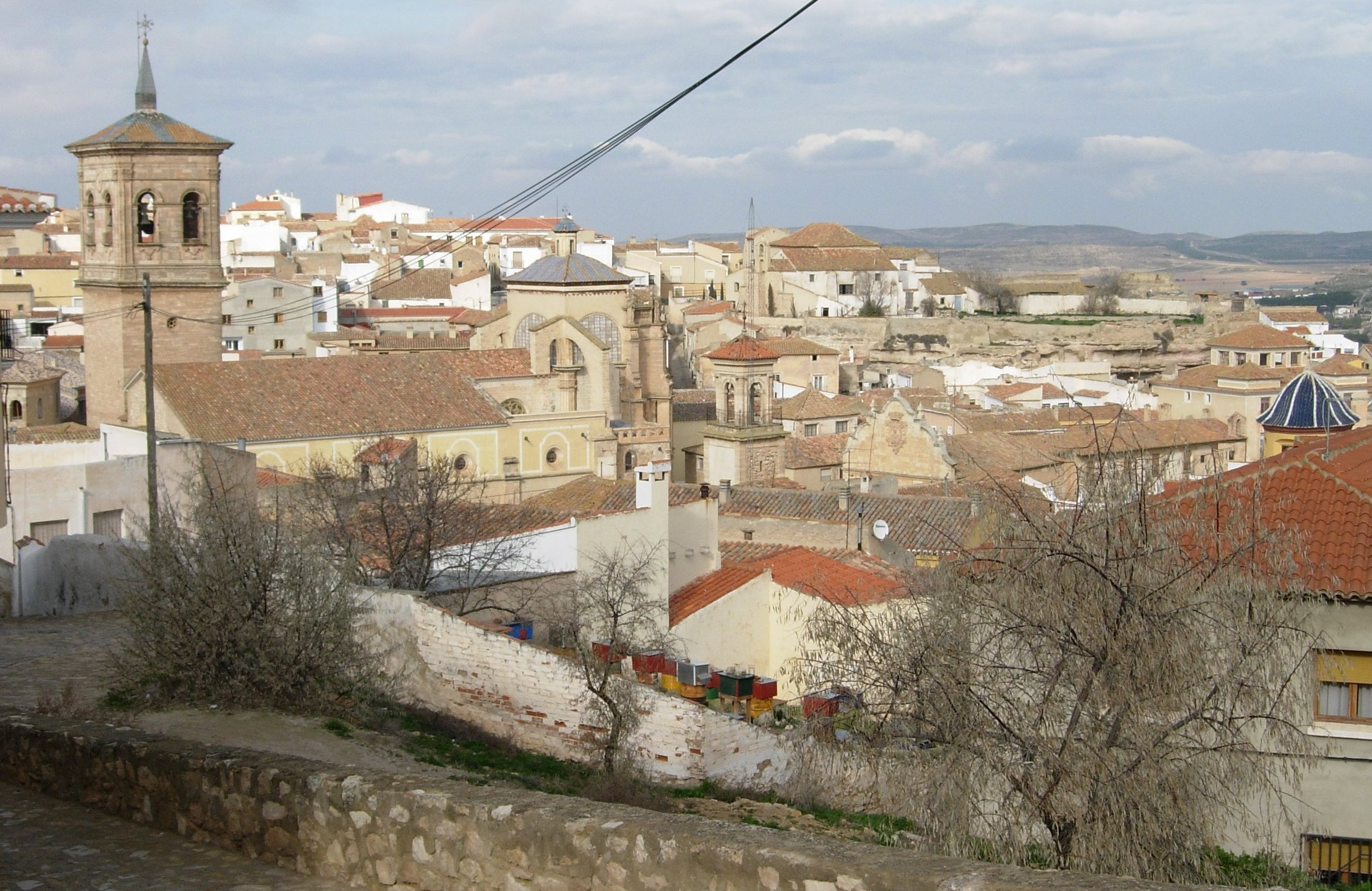
Вид на город
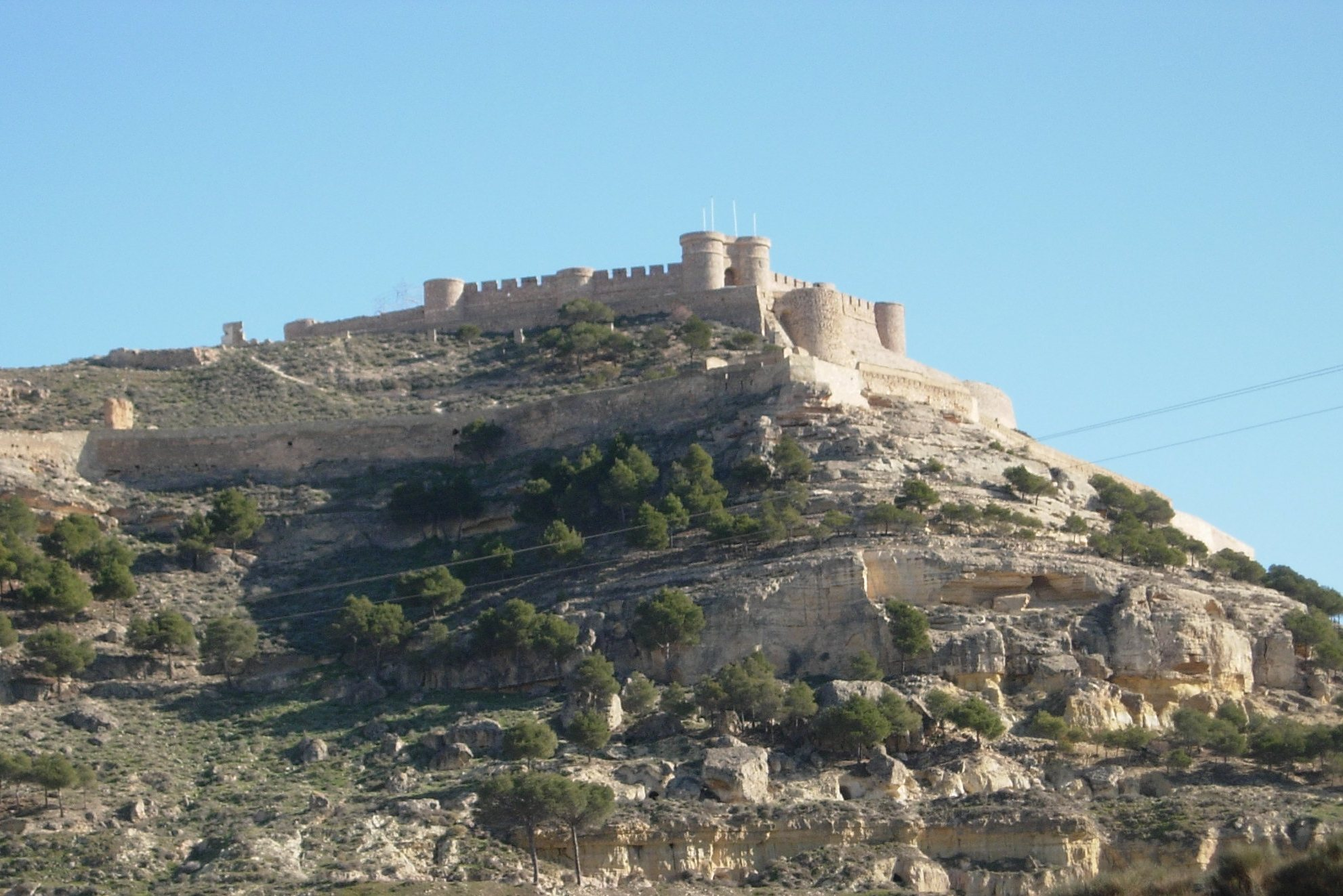
Замок
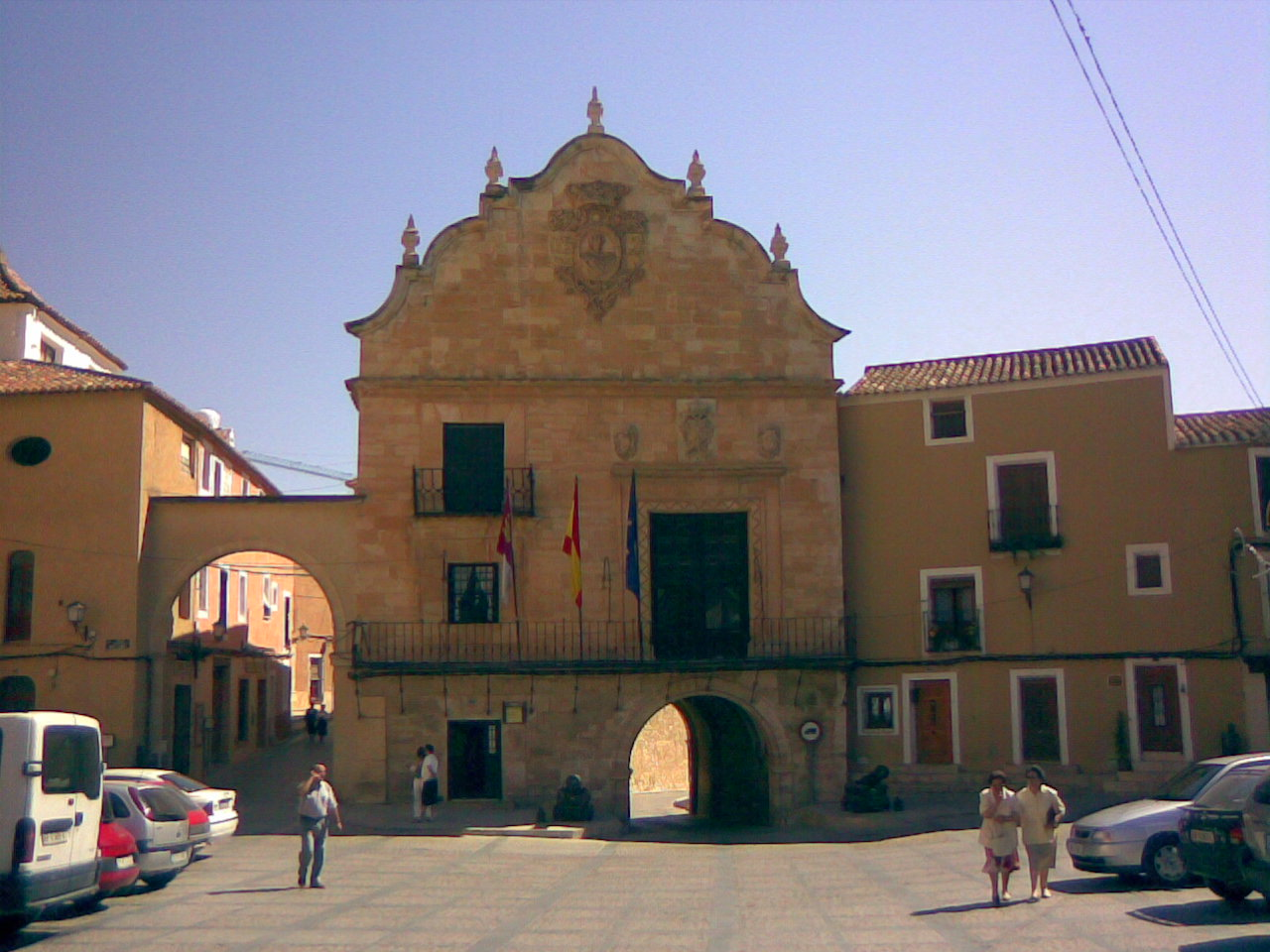
Центральная площадь